# Tasos Livaditis
Tasos Livaditis (in greco Τάσος Λειβαδίτης; Atene, 20 aprile 1922 – Atene, 30 ottobre 1988) è stato un poeta greco.
Tasos Livaditis ottenne una serie di riconoscimenti a livello nazionale e internazionale per la sua poesia e ancora oggi è considerato tra i più eccezionali poeti greci degli ultimi anni.

## Biografia
Studiò giurisprudenza all'università di Atene, ma si dedicò ben presto alla composizione poetica. La sua forte vicinanza ai movimenti di sinistra lo condusse all'esilio e alla prigionia (dal 1947 al 1951 sotto altri del Folterinsel Makronissos, con Jannis Ritsos, Mikīs Theodōrakīs e Manos Katrakis). Una prima pubblicazione avvenne nel 1946 nel giornale Elefthera Grammata. Nel 1952 apparve il suo primo libro di poesie intitolato Battaglia ai confini della notte. Tra il 1954 e il 1980 lavorò come critico letterario per il giornale Avgi.
Negli anni cinquanta alcuni dei suoi libri vennero censurati a causa dei loro contenuti sediziosi.
Morì nel 1988 nella città natale.